# جوزيف فان
جوزيف فـان هو متزلج فني صيني، ولد في 4 أغسطس 2001 في مونتريال في كندا.

## وصلات خارجية
- جوزيف فـان على موقع الاتحاد الدولي للتزلج (الإنجليزية)